# Leiser Berge
Leiser Berge är en bergskedja i Österrike.   Den ligger i förbundslandet Niederösterreich, i den nordöstra delen av landet, 40 km norr om huvudstaden Wien.
Leiser Berge sträcker sig 4,6 km i öst-västlig riktning. Den högsta punkten är 495 meter över havet.
Topografiskt ingår följande toppar i Leiser Berge:
- Schulberg
- Zahlberg

Trakten runt Leiser Berge består till största delen av jordbruksmark. Runt Leiser Berge är det ganska tätbefolkat, med 56 invånare per kvadratkilometer.